# Różnowiciowce
Różnowiciowce (Xanthophyceae Allorge ex Fritsch, 1935, Xanthophyta, Xanthophycea, Heterokontae, Heterocontae) – klasa protistów roślinopodobnych zaliczanych do glonów. W tradycyjnych systemach zaliczana do typu Chrysophyta. Obecnie łączona z innymi klasami w grupę stramenopili. Blisko spokrewniona z brunatnicami.

## Ogólna charakterystyka
Wiciowce o różnych typach budowy jednokomórkowej, komórczakowej i rzadziej wielokomórkowej plechy: monadalnym, ryzopodialnym (ameboidalnym), kapsalnym, kokkalnym, trychalnym (np. Tribonema) i syfonalnym (np. Botrydium). Niektóre formy osiadłe, wytwarzające chwytniki, inne ruchliwe poruszające się dzięki wiciom lub ruchom pełzakowatym (np. woszeria). Formy ruchliwe nie mają ściany komórkowej, inne tworzą ścianę prawdopodobnie celulozową. Czasem inkrustowane węglanem wapnia lub – zwłaszcza w przypadku przetrwalnikowych cyst – krzemionką. U niektórych występuje plamka oczna. Wić pojedyncza lub dwie różne – dłuższa, pierzasta i krótsza, biczykowata. Chloroplasty przyścienne, zwykle duże, pojedyncze lub podwójne. Zielone lub brązowe. Barwniki fotosyntetyczne to chlorofile a i c1,2, wiolaksantyna, heteroksantyna, β-karoten, vaucherioksantyna. Informacje o występowaniu fukoksantyny i luteiny są niejednoznaczne. Substancje zapasowe to podobnie jak u innych stramenopili tłuszcze, wolutyna i leukozyna. W odróżnieniu od innych zielonych glonów, brak chlorofilu b i skrobi.

## Ekologia
Rozmnażanie najczęściej bezpłciowe (aplanospory lub zoospory). Płciowe rzadkie, częstsze u 
Vaucheriales wytwarzających plemnie i lęgnie. Większość autotroficzna, lecz występują również formy heterotroficzne i miksotroficzne. Występują głównie w wodach słodkich, rzadziej słonawych (np. niektórzy przedstawiciele rodzaju Ophiocytium) i w glebie (aerofity, np. wydętka ziarnista).

## Systematyka
Tradycyjnie dzielone ze względu na morfologię na następujące rzędy:
- Botrydiales
- Mischococcales
- Tribonematales
- Vaucheriales
- inne o trudnej do określenia przynależności.

W wyniku rozwoju technik molekularnych zakwestionowano te podziały. Według jednego z nowszych systemów różnowiciowce dzielone są na dwa rzędy:
- Tribonematales Pascher, 1939
- Vaucheriales Bohlin, 1901

Ze względu na zielone chromatofory niektóre dawniej uważano za zielenice. Obecnie niektóre rodzaje (np. Halosphaera) zaliczane przez jakiś czas do różnowiciowców znów włącza się do zielenic, a niektóre inne do Craspedophyta – grupy odrębnej od innych grup glonów roślinnych, takich jak zielenice czy krasnorosty.
Grupę tę początkowo nazywano Heterokontae (ze względu na różną długość wici), co zachowane zostało w polskim tłumaczeniu nazwy. Obecnie nazwa Heterokonta stosowana bywa przez niektórych systematyków (T. Cavalier-Smith) do jednostek wyższej rangi (np. podkrólestwo) i w przybliżeniu odpowiada grupie określanej przez innych jako Stramenopile.